# ستان فافرينكا
ستانيسلاس فافرينكا (بالإنجليزية: Stan Wawrinka) ([vaˈvriŋka] va-VREENG-kah مواليد 28 مارس 1985 في لوزان، هو لاعب كرة مضرب سويسري يلعب باليد اليمنى بدأ مسيرته كمحترف عام 2002 ويحتل حالياً المرتبة رقم. 16 (1 نوفمبر 2019) في تصنيف رابطة محترفي كرة المضرب. أعلى تصنيف له في الفردي كان المركز الـ 3 في سنة 2014. شارك في دورة الألعاب الأولمبية الصيفية.
وصل في 27 يناير 2014 إلى المرتبة الثالثة عالميا، بعدما تمكن من الفوز على منافسه رافائيل نادال في نهائي بطولة أستراليا المفتوحة 2014. تمكن من الفوز بذهبية زوجي الرجال مع الأسطورة روجر فيدرير في بكين 2008. تأهل لنهائي بطولة مدريد 2013 لكنه خرج على يد رافايل نادال. كما تمكن من حصد بطولة رولان غاروس المفتوحة 2015 عندما تغلب على منافسه نوفاك دجوكوفيتش في نهائي البطولة. سلاحه هو «الباكهاند المباشر» و«الباكهاند داندولين». أفضل تصنيف لهذا اللاعب هو 3 عالميا سنة 2014 وفي الزوجي يلعب مع روجر فيدرير. الشركة التي تمنحه اللوازم الرياضية هي yonexx.

## بطولات حققها
- بطولة أستراليا المفتوحة للتنس: (2014)
- بطولة رولان غاروس: (2015)
- بطولة أمريكا المفتوحة للتنس: (2016)
- بطولة مونتي كارلو المفتوحة للتنس: (2014)
- بطولة دبي المفتوحة للتنس: (2016)

- بطولة طوكيو المفتوحة للتنس: (2015)
- بطولة روتردام المفتوحة للتنس: (2015)

## روابط إضافية
- ستان فافرينكا على موقع رابطة محترفي التنس (الإنجليزية)
- ستان فافرينكا على موقع الاتحاد الدولي لكرة المضرب (الإنجليزية)
- ستان فافرينكا على موقع كأس ديفيز (الإنجليزية)
- ستان فافرينكا على موقع بطولة ويمبلدون (الإنجليزية)
- ستان فافرينكا على موقع إي إس بي إن.كوم (الإنجليزية)
- ستان فافرينكا على موقع اللجنة الأولمبية الدولية (الإنجليزية)
- ستان فافرينكا على موقع أوليمبيديا (الإنجليزية)
- ستان فافرينكا على موقع AS.com (الإسبانية)
- Wawrinka Recent Match Results
- Wawrinka World Ranking History
- ITF Juniors Profile

## روابط خارجية
- ستان فافرينكا على موقع IMDb (الإنجليزية)
- ستان فافرينكا على موقع ألو سيني (الفرنسية)
- ستان فافرينكا على موقع قاعدة بيانات الفيلم (الإنجليزية)